# Dark Fall
«Dark Fall» (дословно — Тёмное падение) — британский хоррор-квест 2002 года, вышедший для PC. Игра была создана одним человеком — Джонатаном Боаксом (англ. Joanathan Boakes) и независимо выпущена в Великобритании 4 июня 2002 года компанией XXv Productions. В 2003 году игра была переиздана на территории Великобритании, а также издана по всему миру уже другой компанией — The Adventure Company, получив название Dark Fall: The Journal . В России игра была издана в 2004 году компанией «Акелла» под названием  «Обитель тьмы».
В 2004 году вышло продолжение игры под названием «Dark Fall II: Lights Out», а в 2009 вышла третья часть игры — «Dark Fall: Lost Souls».

## Сюжет
Сюжет игры крутится вокруг старого отеля рядом с железнодорожной станцией, который, как оказывается впоследствии, заселён древней сверхъестественной силой. Главный герой игры прибывает в этот отель с целью помочь своему родственнику, занимающемуся архитектурными разработками, и вскоре понимает что в отеле нет ни одной живой души — здание окутано таинственными тёмными силами. Собственно именно эти силы и не дали закончить его брату-архитектору свой проект железнодорожного комплекса, а кроме него пленили ещё бесчисленное множество душ в прошлом. Таким образом герой, которого тёмные силы по какой-то причине не трогают, принимается за расследование тайны отеля и драматических событий, которые произошли в нём в 1940-х годах.

## Графика и геймплей
Игра обладает довольно низким максимальным разрешением — 640 на 480. Игрок имеет ограниченную возможность осмотра пространства в 90 градусов (причём повороты и движения не сопровождаются анимацией — игрок просто «переключается» между точками обзора). Это ему требуется для осмотра помещений отеля, поиска необходимых предметов и чтения дневников и записей, которые игрок находит в номерах отеля. Также по ходу игры герою предстоит разрешать различные головоломки, многие из которых связаны с числами, а также со вскрытием различных шкатулок, сейфов и т. п. Присутствуют и обычные «квестовые» задачи на применение предметов инвентаря в определённом месте.
В игре нет ни одного NPC, то есть персонажа, которого игрок мог бы встретить, или с которым мог бы поговорить. Порой игрок общается с призраками, но не видит их человеческих образов (лишь слышит голоса)
Система сохранений Dark Fall в графическом плане выглядит очень просто. При сохранении/загрузке игры на экране возникает стандартное Windows-меню для сохранения файлов. Сейв представляет собой файл в формате .txt, который при желании можно свободно открыть и отредактировать программой для чтения подобных файлов, например стандартной программой Windows — Блокнотом.
Игра не имеет субтитров.

### Атмосфера
Атмосфера игры, большей частью, создаётся за счёт проявления различных звуков, которые призваны составлять атмосферу саспенса. Это звук непонятных голосов, звук устройства, которое сканирует пространство на наличие сверхъестественной и психической силы и т. д. Немаловажное значение в создании «страшной» атмосферы игры создаёт освещение.

## Оценка
| Сводный рейтинг | Сводный рейтинг |
| Агрегатор       | Оценка          |
| --------------- | --------------- |
| GameRankings    | 71,52 %         |

- Сайт GameRankings поставил игре общую оценку 71,52 %, сделанную на основании 21 рецензии[2]. Другой агрегатор, Metacritic, присвоил Dark Fall чуть меньшую общую оценку — 68 из 100, сделанную на основании 23 рецензий, 8 из которых были положительными, 13 — смешанными, и 2 — негативными.[3]
- Русский журнал «Навигатор игрового мира» в 2002 году отреагировал на игру отрицательной рецензией «Полтергейст не пройдёт!» за авторством Ильи Николаевича. Оценка — 2,6 из 10. Каждый элемент игрового процесса был подвергнут разгромной критике. Среди высказываний об игре были такие, как: «глупость сидит на глупости, а ими погоняет тотальная непродуманность», и «Это диагноз. Давить. Ногами, колёсами, гусеницами.» Присутствовали также весьма резкие высказывания в адрес разработчиков, к примеру « Слова „хорошая графика“, „интересный сюжет“, „наличие геймплея“ и прочие подобные явно проходят мимо некоторых личностей» ", или «Какого чёрта вы до сих пор игнорируете то, что большинство любителей поиграть на персональном компьютере уже давно забыли разрешение 640x480 как дурной сон….» .[4]